# ستيفان ميرتنز
ستيفان ميرتنز هو متسابق دراجات نارية بلجيكي. نافس في سباقات بطولة العالم لفئة 250 سي سي ولفئة 50 سي سي. كما شارك في بطولة العالم للسوبربايك.

## روابط خارجية
- ستيفان ميرتنز على موقع MotoGP.com (الإنجليزية)
- ستيفان ميرتنز على موقع WorldSBK.com (الإنجليزية)